# Maks Haneman
Maks Haneman (również Max Hannemann, Hanneman) (ur. 11 maja 1882 w Łodzi, zginął przed 1944, prawdopodobnie w łódzkim getcie) – polski malarz pochodzenia żydowskiego.

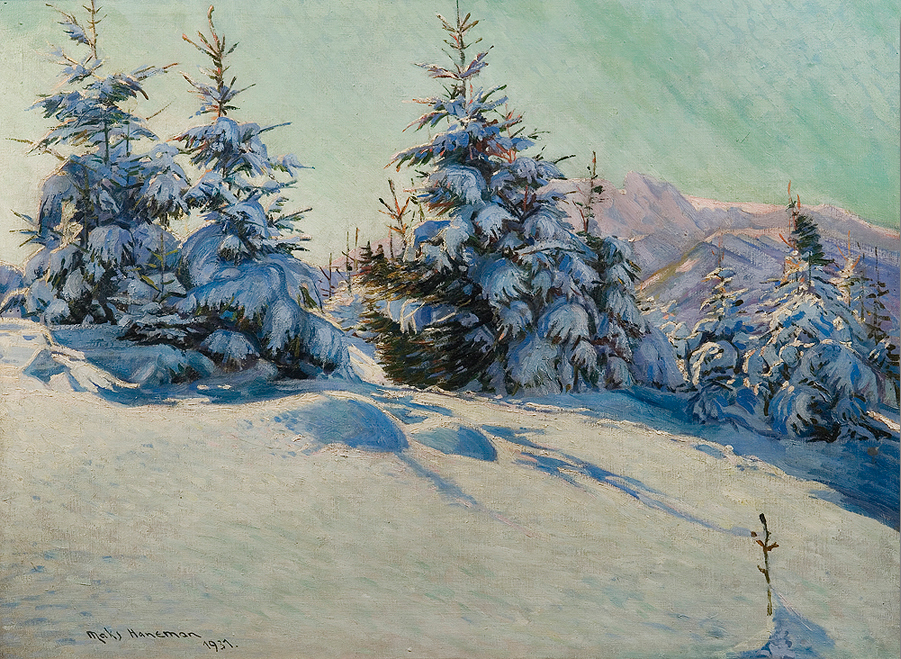
Maks Haneman Zima pod Giewontem 1931

## Życiorys
W 1907 rozpoczął studia w Akademii Sztuk Pięknych w Krakowie, był uczniem Leona Wyczółkowskiego i Teodora Axentowicza. Po roku przerwał naukę, aby powrócić na uczelnię w 1911, ponownie opuścił uczelnię w 1914. Od 1916 był studentem Szkoły Sztuk Pięknych w Warszawie, do krakowskiej Akademii powrócił w 1919 i ukończył ją otrzymując dyplom w 1920. Zadebiutował podczas zorganizowanej w Łodzi w 1921 Wystawie Sztuki Żydowskiej, jego obrazy były inspirowane podróżą do Palestyny i przedstawiały tematykę orientalną, żydowską i chrześcijańską. Był członkiem działającego w Warszawie Zrzeszenia Artystów Żydowskich „Muza”. Na początku lat 20. przeprowadził się do Zakopanego, gdzie prowadził sklep z pamiątkami, w którym sprzedawał również swoje obrazy inspirowane Tatrami i atmosferą kurortu. Był członkiem Stowarzyszenia Artystów Podhalańskich. Przeprowadzka nie wpłynęła na aktywność artystyczną, nadal tworzył i aktywnie uczestniczył w żydowskim życiu artystycznym Łodzi. Dwie duże wystawy jego twórczości odbyły się w łódzkiej Miejskiej Galerii Sztuki w 1924 i 1927. W 1925 odbył kolejną podróż do Palestyny i Egiptu, a po powrocie wystawiał w warszawskim Towarzystwie Zachęty Sztuk Pięknych, w 1927 we lwowskim Towarzystwie Przyjaciół Sztuk Pięknych, w 1928 w tymże Towarzystwie w Krakowie. W 1930 uczestniczył w międzynarodowej wystawie w Budapeszcie, po powrocie do Zakopanego w tym samym roku również wystawiał swoje prace, a kolejna wystawa miała tam miejsce w 1933. Duża wystawa twórczości Maksa Hanemana odbyła się w 1937 w łódzkiej loży Bnei Brith. Po wybuchu II wojny światowej został przez hitlerowców pozbawiony całego majątku i powrócił do Łodzi, gdzie znalazł się w getcie. Nie istnieją żadne informacje dotyczące śmierci Maksa Hanemana, prawdopodobnie zginął w getcie pomiędzy 1941 a 1944.

## Twórczość
Malował widoki tatrzańskie, sceny rodzajowe i portrety, a po odbywanych podróżach do Palestyny i Egiptu również sceny rodzajowe i weduty inspirowane napotkanymi widokami.
Dzieła Hanemana można zobaczyć w Żydowskim Instytucie Historycznym w Warszawie, w Muzeum Tatrzańskim im. dra Tytusa Chałubińskiego w Zakopanem oraz w licznych kolekcjach prywatnych.